# Ерыклыкуль
Ерыклыкуль (баш. Ереклекүл) — озеро-старица в бассейне реки Белой. Расположено в 1 км к северу от деревни Алакаево Ишимбайского района Башкортостана. Расстояние от озера до города Салавата, расположенного на левом берегу — около 3 км.
Название произошло от башкирских слов «ерек» (ольха) һәм «күл» (озеро). Длина — около 500 м, средняя ширина — до 50 м. Котловина дугообразная. Питается атмосферными осадками, в половодье соединяется с рекой Белой, образуя правый приток.
Побережье покрыто озёрным камышом, осоками и другими растениями. В озере водится карась. У водоёма останавливаются перелётные птицы.